# Sepolto vivo!
Sepolto vivo! è l'ottavo albo della prima serie a fumetti Diabolik, pubblicato in Italia ad agosto 1963. Si tratta della prima storia di Diabolik divisa in due puntate; la storia si concluderà nell'albo seguente, Il treno della morte.

## Trama
Mentre sta portando a segno un colpo Diabolik viene ferito e catturato dall'ispettore Ginko. Il Re del Terrore, insieme a Eva Kant, aveva tuttavia elaborato un piano per evadere: nascosta in un dente finto egli ha una dose di Krusion, una droga in grado di simulare la morte per alcune ore, da lui scoperta durante una missione in Oriente; se Eva non riuscirà a salvarlo in altra maniera, lui fingerà la propria morte, ed Eva dovrà recuperarne il corpo una volta seppellito, prima che muoia per davvero soffocato.
Mentre si attende l'esecuzione di Diabolik, Eva rapisce Esmeralda Radié, una donna con cui Ginko ha avviato una timida relazione: tenta così di ricattare l'ispettore, chiedendogli Diabolik in cambio di Esmeralda. Ginko tuttavia non cede, costringendo Diabolik ad assumere il Krusion e a simulare il proprio suicidio.
Quando un celebre medico chiede a Ginko di ottenere il corpo di Diabolik per effettuare degli studi, l'ispettore elabora un piano per catturare anche Eva Kant e liberare Esmeralda: fa quindi diramare la notizia che Diabolik sarà seppellito nella nuda terra, mentre invece ne fa trasferire quello che crede essere il corpo in un obitorio.
Giunta la notte, Eva si reca al cimitero e scava quella che crede essere la tomba del suo amato, trovandola vuota; in preda alla disperazione ne scava molte altre, invano. Giunta l'ora in cui termina l'effetto del farmaco, Eva crede dunque di non essere riuscita a salvare Diabolik; nel frattempo arriva Ginko, che la cattura senza che lei opponga alcuna resistenza e libera Esmeralda Radié, che tuttavia si allontanerà da lui.
Intanto, terminato l'effetto della droga, Diabolik si sveglia in obitorio e riesce a evadere con facilità. Venuta a sapere della sua fuga, Eva (che nel frattempo ha tentato anche il suicidio) è sicura che il suo amato verrà a salvarla.

## Remake
Questa storia e la successiva hanno ricevuto un remake, pubblicato ne Il Grande Diabolik 2/2021, per la sceneggiatura di Mario Gomboli e Tito Faraci e i disegni di Giuseppe Palumbo. Nel remake sono colmati alcuni buchi di sceneggiatura e vengono aggiunti nuovi elementi, come una scena in cui si spiega come Diabolik sia venuto in possesso del Krusion.

## Altri media
- La storia è stata liberamente riadattata nell'adattamento cinematografico del 1968, diretto da Mario Bava e interpretato da John Phillip Law (Diabolik), Marisa Mell (Eva Kant), Michel Piccoli (Ginko) e Adolfo Celi (Ralph Valmont).